# Xenostega sinna
Xenostega sinna là một loài bướm đêm trong họ Geometridae.